# Lachnidae
Lachnidae é uma família de insectos da ordem Hemiptera, da superfamília Aphidoidea. Nas taxonomias em que superfamília dos Aphidoidea é dividida nas famílias Aphididae, Adelgidae e Phylloxeridae, este grupo passa a ser uma subfamília dos Aphididae, sob a designação de Lachninae.

## Géneros
- Cinara
- Cinaropsis
- Essigella
- Eulachnus
- Lachnus
- Longistigma
- Maculolachnus
- Schizodryobius
- Schizolachnus
- Stromaphis
- Trama
- Tuberolachnus